# Niespokojni zmarli
Niespokojni zmarli (ang. The Restless Dead) – powieść z gatunku thrillerów medycznych, autorstwa Simona Becketta, wydana w 2017 roku przez Wydawnictwo Czarna Owca. Jest to piąta część przygód doktora Davida Huntera.

## Opis fabuły
Inspektor Lundy, z policji w Esseksie, zwraca się z prośbą do Davida Huntera o pomoc w rozpoznaniu zwłok wyłowionych na wyspie Mersea. Istnieje podejrzenie, że należą one do Leo Villersa, syna lokalnego przedsiębiorcy, który przed zaginięciem był podejrzewany o romans i zamordowanie Emmy Derby.